# Воентехник 2-го ранга
Военте́хник 2-го ра́нга — воинское звание в Рабоче-крестьянском Красном флоте СССР для инженерно-технического состава. 
Введено Постановлением ЦИК СССР и СНК СССР от 22 сентября 1935 года «О введении персональных военных званий начальствующего состава РККА», отменено Указом Президиума Верховного совета СССР от 7 мая 1940 года «Об установлении воинских званий высшего командного состава Красной армии». 
Отменено Указом Президиума Верховного совета СССР от 7 мая 1940 года «Об установлении воинских званий высшего командного состава Красной армии».
Объявлены приказом Народного комиссара обороны СССР (НКО СССР) № 144 от 26 сентября 1935 года.
Постановлениями СНК СССР № 2590 и № 2591 от 2 декабря 1935 года для Сухопутных, Военно-воздушных и Военно-морских сил Рабоче-Крестьянской Красной Армии были установлены форма одежды и знаки различия рядового, командного и начальствующего составов РККА.
Объявлены Приказом НКО СССР № 176 от 3 декабря 1935 года.
Выше младшего воентехника, ниже воентехника 1-го ранга. Соответствовало званию лейтенант в советском, российском и иностранных военно-морских флотах.